# Morten Olsen (pallamanista)
Morten Toft Olsen (Osted, 11 ottobre 1984) è un ex pallamanista danese.

## Palmares

### Club
- Håndboldligaen: 3

GOG: 2003-04, 2021-22, 2022-23
- Coppa di Danimarca: 3

GOG: 2004-05, 2021-22, 2022-23

### Nazionale
- Olimpiadi

 Rio de Janeiro 2016
 Tokyo 2020
- Mondiali

 Danimarca e Germania 2019, [[[Campionato mondiale di pallamano maschile 2021|Egitto 2021]]